# Das Haus Anubis
Das Haus Anubis  è una serie televisiva tedesca prodotta congiuntamente dall'emittente belga Studio 100 e Nickelodeon Germania. Si tratta del primo remake della serie Het Huis Anubis andata in onda nei Paesi Bassi e in Belgio. Un altro remake inglese intitolato House of Anubis è andato in onda nel 2011.
Con un budget di produzione a sette cifre, è una delle più grandi produzioni interne di Nickelodeon e la prima soap opera tedesca quotidiana specificamente rivolta ai ragazzi. Dal 29 settembre 2009 al 4 maggio 2012, lo spettacolo è stato trasmesso sia sul canale per bambini Nick (tutti i giorni alle 19:40, e ripetuto nel pomeriggio e nei fine settimana), e la stagione 1 sul canale musicale VIVA.
Das Haus Anubis si rivolge ai giovani dai dodici anni in su ed è il remake tedesco del programma televisivo olandese di successo Het Huis Anubis. Questa serie 2006-2009 è stata una delle serie per giovani di maggior successo nei paesi del Benelux.
In Italia la serie è tuttora inedita.

## Trama
La serie si concentra su otto giovani che vivono in un collegio, Haus Anubis, di cui Nina è l'ultima occupante. Il giorno del suo arrivo, il burbero cameriere, Viktor, le mostra la sua stanza. Quello che non sa è che la sua stanza apparteneva in precedenza a Linn, la migliore amica della sua compagno di classe Luzy; Linn è scomparsa misteriosamente senza lasciare traccia. Il primo incontro di Nina con Luzy non è esattamente cordiale; Luzy, che è molto preoccupata per Linn, preferirebbe buttare fuori la spaventata Nina.
Ma questo non è l'unico segreto della scuola. I muri della casa, in cui convivono gli otto studenti, sembrano nascondere un altro segreto. Un compagno di studi scompare, il custode sembra in guardia e gli insegnanti iniziano a comportarsi in modo strano quando parlano dell'Haus Anubis. Un po' spaventati, ma spinti dalla curiosità, gli studenti si mettono alla scoperta dei segreti della loro casa...

## Differenze con la versione originale
Sono state apportate diverse modifiche rispetto alla versione originale olandese. Ovviamente, la prima grande differenza sono i nomi dei personaggi principali. A parte Victor, tutti i personaggi hanno un altro nome. Tuttavia, la loro personalità e il gusto nei vestiti rimangono gli stessi della versione olandese. Inoltre, la storia della prima stagione era esattamente la stessa della versione olandese, mentre la seconda stagione è stata cambiata un po'. Anche se l'arco narrativo principale per la seconda stagione era lo stesso, hanno spostato alcune trame secondarie su altri personaggi e hanno anche eliminato due personaggi principali introdotti nella seconda stagione dell'originale, Joyce e Noa, e li hanno combinati in un unico personaggio, Charlotte. Inoltre, il personaggio di Mara, che ha lasciato a metà la seconda stagione dell'originale, è rimasto nella versione tedesca e ha assunto la parte che Noa aveva nella storia della seconda stagione della versione olandese.

## Episodi
| Stagione                            | Episodi                             | Prima TV tedesca | Prima TV italiana |
| ----------------------------------- | ----------------------------------- | ---------------- | ----------------- |
| Prima stagione                      | 114                                 | 2009-2010        | Inedita           |
| Seconda stagione                    | 120                                 | 2010-2011        | Inedita           |
| Terza stagione                      | 130                                 | 2011-2012        | Inedita           |
| Das Haus Anubis – Pfad der 7 Sünden | Das Haus Anubis – Pfad der 7 Sünden | 2012             | Inedito           |

## Ableger

### Film
Il 9 maggio 2011 è stato annunciato che, come per la serie originale belga, sarebbe stato realizzato un lungometraggio dela serie. Le riprese si sono svolte da maggio a luglio 2011 in Belgio e l'uscita nei cinema è stata il 19 aprile 2012.

### Nick Talent
La stagione 2010 di Nickelodeon del talent show Nick Talent era intitolata Das Haus Anubis rockt Nick Talent. I partecipanti sono stati allenati dagli attori di Anubis Kristina Schmidt, Alicia Endemann, Féréba Koné e Marc Dumitru e ai vincitori è stato permesso di registrare una canzone con loro.

## Merchandising
All'inizio della serie, Studio 100 ha prodotto libri, spettacoli radiofonici, DVD e un gioco per PC. Alla fine di ottobre 2009, Jumbo Spiele GmbH ha lanciato un gioco da tavolo basato sulla serie.

### Libri
L'autrice dei libri della serie è Alexandra Lowe e tutti i libri sono stati pubblicati dalla Panini Verlag.
| Band   | Titolo                                    | Data di pubblicazione | Pagine |
| ------ | ----------------------------------------- | --------------------- | ------ |
| Band 1 | Der geheime Club der alten Weide          | 4 dicembre 2009       | 336    |
| Band 2 | Das Geheimnis des Grabmals                | 20 aprile 2010        | 336    |
|        | Das große Fanbuch                         | 6 ottobre 2010        | 48     |
| Band 3 | Der geheimnisvolle Fluch                  | 18 novembre 2010      | 336    |
| Band 4 | Die Auserwählte                           | 29 aprile 2011        | 336    |
| Band 5 | Das Geheimnis der Winnsbrügge-Westerlings | 15 novembre 2011      | 336    |
|        | Pfad der 7 Sünden: Roman zum Film         | 12 marzo 2012         | 208    |
| Band 6 | Die Träne der Isis                        | 14 maggio 2012        | 336    |

### Videogiochi
Il videogioco Das Haus Anubis - Das Geheimnis des Osiris è disponibile per PC (sistemi operativi: Windows 2000, Windows Server 2003, Windows Vista e Windows XP) oltre che per Nintendo DS. È un'avventura punta e clicca in cui devono essere risolti enigmi e svelati segreti. Nella versione PC, le voci di Nina, Daniel e Victor sono quelle originali della serie TV. Un altro gioco è uscito sul mercato nel dicembre 2011 con il titolo Das Haus Anubis - Im Bann der Isis esclusivamente per Nintendo DS.

### Audiolibri
Per la prima, la seconda e la terza stagione sono stati pubblicati un totale di sei audiolibri.